# Łużna
Pour la gmina, voir Łużna (gmina).
Łużna est une localité polonaise, siège de la gmina de Łużna, située dans le powiat de Gorlice en voïvodie de Petite-Pologne.